# Nicole Thijssen
Nicole Thijssen (også kendt under den tyske stavemåde Nicole Thyssen) (født 5. juni 1988 i Delft, Holland) er en tidligere kvindelig professionel tennisspiller fra Holland. Nicole Thijssens højeste rangering på WTA's single rangliste var som nummer 219, hvilket hun opnåede 29. september 2008. I double er den bedste placering nummer 153, hvilket blev opnået 27. oktober 2008. 
Nicole Thijssen vandt i 2010 det nationale hollandske mesterskab i damedouble sammen med makkeren Kiki Bertens. 

## Deltagelse i ITF-turneringer
Nicole Thijssen har vundet 23 ITF-titler (18 i double og 5 i single). 
Thijssen vandt sin første ITF-turnering i single, da hun i 2005 vandt turneringen i Porto Santo.

## Deltagelse i Fed Cup
Nicole Thijssen repræsenterede Hollands tennislandshold i 2007, der i spillede i Fed Cup Zone I Gruppe A mod Danmark, Rumænien og Schweiz. 
I kampen mod Danmark stod Nicole Thijssen for Hollands enelige sejr, da hun i single besejrede Hanne Skak Jensen 6-0, 6-4, men hun tabte i double med makkeren Elise Tamaëla til Caroline Wozniacki/Eva Dyrberg. I de øvrige kampe spillede Thijssen alene double, hvor det blev til sejr over den rumænske double, men nederlag til Schweiz. 
I 2008 deltog Thijssen på det Hollandske Fed Cup-hold, der mødte Bulgarien, Luxemborg og Portugal. Thijssen vandt i double mod Luxemborg og Portugal, men kom ikke i kamp i double i opgøret mod Bulgarien, da Holland havde vundet begge singler, hvorfor doublekampen blev aflyst.. Holland vandt puljen.
I 2009 spillede Thijssen atter Fed Cup. I opgøret mod Ungarn vandt Thijssen i single, men tabte i double i Hollands 1-2 nederlag. Thijssen vandt sin double mod Luxemborg, men tabte doublen mod Storbritannien.